# Cratere Betio
Betio  è un cratere sulla superficie di Marte.